# Johann Weese
Johann Weese (ur. 1 czerwca 1731, zm. przed 9 marca 1775 rokiem) – toruński piernikarz. Jego ojcem był konwisarz Gottfried Weese, przybyły do Torunia z Gdańska, matką Christina z domu Glaser. 26 kwietnia 1747 roku zaczął uczyć się zawodu piekarza-piernikarza u Melchiora Friebego. Po śmierci Melchiora Friebego prawdopodobnie w 1760 roku Johann Weese ożenił się z wdową po nim Elisabeth (Elżbieta) z domu Lorentz. Dzięki małżeństwu został właścicielem zakładu piernikarskiego. Elisabeth Friebe zmarła około 1762 roku, majątek przepisała swojemu mężowi i córce Dorocie Elżbiecie Mędzikowskiej. 14 lutego 1763 roku poślubił Dorothę Schreiber. Była ona wdową po mistrzu piernikarskim Johannie Samuelu Schriberze młodszym. W 1763 roku Weese założył wytwórnię pierników, która do lat 50. XIX wieku działała przy rogu ulicy Strumykowej i Królowej Jadwigi.
Przez wiele lat błędnie sądzono, że Johann Weese zmarł w 1796 roku. Według ustaleń historyka Jerzego Dygdały Johann Weese zmarł przed 9 marca 1775 roku na puchlinę wodną. Faktycznie w 1796 roku zmarła Dorotha Weese, primo voto Schreiber, która po śmierci męża przez prawie dwadzieścia lat prowadziła zakład. Po jej śmierci fabrykę odziedziczył jej młodszy syn Andreas Michael Weese. 